# Львівський сад (компанія)
ТОВ «Львівський сад» — аграрна компанія, що спеціалізується на вирощуванні та переробці зерняткових і кісточкових фруктів. Станом на 2024 рік функціонує 80 гектарів саду за інтенсивною технологією вирощування, збирається 11 сортів яблук. Підприємство також виробляє соки, оцет та іншу продукцію під торговою маркою GADERIA.
Продукція підприємства реалізується на територіі України, а також експортується до країн близького Сходу, Євросоюзу, Великобританії та інших країни. Засновник та власник компанії — львівський підприємець Михайло Купранець.

## Історія
Перший сад закладено у 1996 році на земельній ділянці площею 10 га у Львівській області, Україна. Започатковувався як фермерське господарство, яке мало стати сімейним бізнесом з вирощування яблук.
У 2012 році на його базі було засновано підприємство ТОВ «Львівський сад», яке до 2017 року функціонувало як локальний виробник яблук для місцевого населення і забезпечувало продукцією прилеглий район області.
У 2017 році з метою розширення підприємства підприємство залучило від зовнішнього інвестора позику близько 1 мільйона євро для розширення площ насаджень до 60 гектарів різних сортів яблук із застосуванням технології інтенсивного вирощування.
Упродовж 2017—2019 років було збудовано сховище із застосуванням сучасних холодильних технологій, з можливістю зберігання 2000 тон продукції цілий рік, а також запущено сучасну лінію сортування яблук від французького виробника Maf Roda.
Після повернення залучених інвестицій, з 2022 року сад став сімейним бізнесом, що перейшов в управління закритого інвестиційного фонду, який належить родині Купранець: Михайлові, його дружині та синові. Паралельно з вирощуванням і переробкою яблук, сімейний фонд у 2018 році ухвалив рішення розвивати новий напрямок — вирощування лохини. З цією метою на півночі Київської області на 50 гектарах засновано підприємство ТОВ «Грона Агро», що спеціалізуються на вирощуванні лохини. За 7 років вдалось досягнути щорічну планову врожайність 50 тон лохини. Сімейному фонду належить 65 % у цьому підприємстві.
У 2022 році розширено виробничі потужності в сегменті переробки продукції. У 2023 році на підприємстві було введено в експлуатацію лінію з виробництва натуральних соків прямого віджиму австрійського виробника Voran під торговою маркою GADERIA. Сьогодні виробнича потужність лінії становить вже 100.000 літрів на місяць. Соки GADERIA посіли провідну позицію в сегменті еко-продуктів не тільки на території України, але й успішно експортуються до Великої Британії, Австрії, країн Балтії тощо на сталій основі.
У 2022—2024 роках ТОВ «Львівський сад» брало активну участь у державній програмі підтримки середнього аграрного бізнесу, завдяки чому в період з територія насаджень культури збільшилася на 12 гектарів інтенсивного саду популярного на Близькому сході сорту яблука Гала. 50 % витрат на закладку саду було компенсовано державою Україна в рамках національноі програми.
У 2024 році під торговою маркою GADERIA запущено виробництво натурального яблучного оцту, а також бальзамічних оцтів з яблук, лохини та малини. Потужність виробництва — 5000 літрів на місяць.
У 2024 році ТОВ «Львівський сад» закладено проект будівництва біогазової установки потужністю 1 Мвт для перероблення відходів власного виробництва та забезпечення повної енергонезалежності підприємства.

## Сертифікати
Виробничі процеси підприємства відповідають системі управління якістю ISO 9001:2015.
Технології виробництва сертифіковані відповідно до міжнарродних вимог безпеки та екологічності продукції ISO 22000:2019; 22000:2018, Global G.A.P., а також враховують потреби ринків Близького сходу — сертифікат Халяль.